# Nusshof
Nusshof är en ort och kommun i distriktet Sissach i kantonen Basel-Landschaft, Schweiz.

## Befolkning
Befolkningen på orten växte under 1700-talet och fram till cirka 1850. Därefter har byn haft omkring 150-200 invånare i stort sett hela tiden ända in i modern tid.. Kommunen har 279 invånare (2023).